# Mancozeb
Mancozeb is een fungicide dat behoort tot de klasse van de dithiocarbamaten, waartoe ook maneb behoort. Mancozeb is een polymeer complex met mangaan en zink.

## Toepassing
Het wordt in veel teelten (waaronder appels, peren, uien, druivelaars, asperges, aardappelen, tarwe, bieten, bloemen en populieren) gebruikt tegen een breed spectrum van schimmelziekten. Van 2012 tot 2016 was het het populairste fungicide in Nederland. Merknamen van bestrijdingsmiddelen met mancozeb zijn onder andere: Agro-Mancozeb, Astraman, Dequiman, Dithane, Indofil, Human, Herbozeb, Mancomix, Mancoplus, Manfil, Mastana, Milcozebe, Penncozeb, Prozeb en Spoutnik. Het is op de markt sinds 1961.

## Toxicologie en veiligheid
De voornaamste metaboliet van mancozeb is ETU (ethyleenthioureum), waarvan in 2002 is aangetoond dat het bij ratten kanker veroorzaakt. In 2018 waarschuwde het Europees Agentschap voor chemische stoffen (ECHA) dat de stof het voortplantingssysteem aantast. Dithiocarbamaten, waaronder dus ook mancozeb, worden in verband gebracht met de ziekte van Parkinson, zo zegt hoogleraar toxicologie Martin van den Berg in 2019 in het televisieprogramma Zembla.

## Regelgeving
Mancozeb was in de Europese Unie toegelaten door Richtlijn 2005/72/EG van de Commissie van 21 oktober 2005 (samen met onder andere maneb) voor een termijn die liep tot 30 juni 2016. Sindsdien had de Europese Commissie de goedkeuring steeds met een jaar verlengd, in afwachting van een nieuw oordeel van de Europese Autoriteit voor Voedselveiligheid (EFSA).
Naar aanleiding van de genoemde Zembla-uitzending diende Europarlementariër Anja Hazekamp (Partij voor de Dieren) een bezwaarmotie in tegen de geplande verlenging van de goedkeuring met wederom een jaar. De Milieucommissie van het Europees Parlement nam deze motie aan, waardoor het hele Europarlement moest beslissen over de motie. Het parlement nam de motie aan op 18 december 2019. Vervolgens besloot het Permanent Comité voor Planten, Dieren, Levensmiddelen en Diervoeders (Standing Committee on Plants, Animals, Food and Feed, ScoPaff) van de Europese Commissie om af te zien van de voorgenomen verlenging van de goedkeuring.
Ook tegen de vorige verlenging met een jaar maakte het Europees Parlement bezwaar. Toen verlengde de Europese Commissie de goedkeuring echter wel: tot 31 januari 2021.